# NanoPutian

NanoKid, der erste NanoPutian

NanoPutians (auch als NanoPutaner bezeichnet) sind organischer Moleküle, deren Strukturformeln Strichmännchen ähneln. Die Verbindungen bestehen aus zwei über einige Kohlenstoffatome verbundenen Benzolringen als Körper, vier Acetyleneinheiten, an deren Enden jeweils eine Alkylgruppe sitzt, die Hände und Beine darstellt, und einem cyclischen Acetal, beispielsweise einem 1,3-Dioxolanring, als Kopf. „NanoPutian“ ist ein Kofferwort aus Nanometer und der englischen Bezeichnung für Liliputaner, Liliputian, fiktiven winzigen Menschen in dem Roman Gullivers Reisen von Jonathan Swift.

## Geschichte

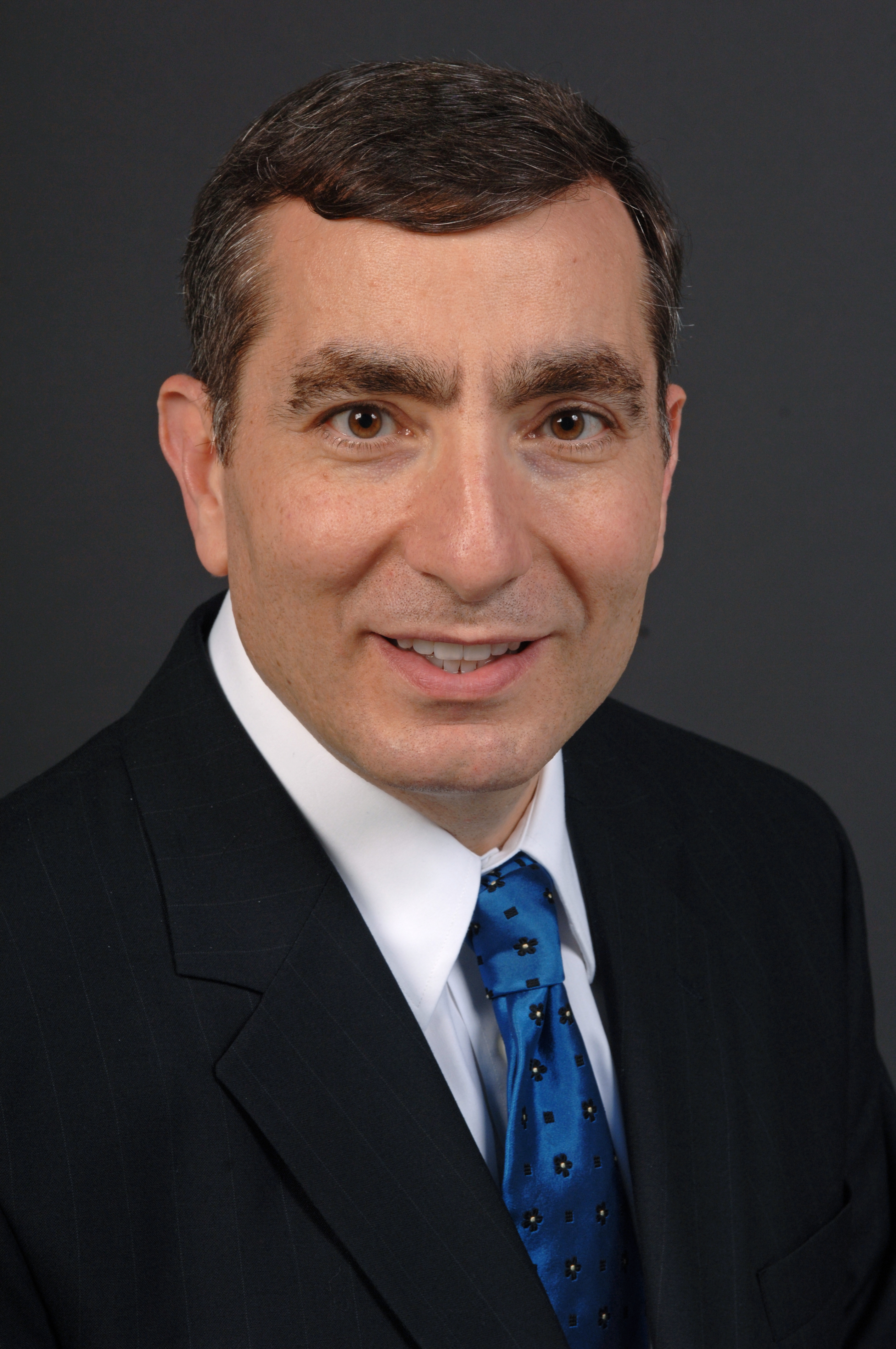
James Tour

Die Forschungsgruppe von James Tour entwarf und synthetisierte die NanoPutians 2003 im Rahmen einer Unterrichtssequenz zum Thema „Chemie für junge Studenten“. Tour und sein Team an der Rice University verwendeten die NanoPutians in ihrem Bildungsprogramm NanoKids. Ziel dieses Programms war es, Kindern auf unterhaltsame Weise die Naturwissenschaften näherzubringen. Sie drehten mehrere Videos, in denen die NanoPutians als anthropomorphe Zeichentrickfiguren auftreten.
Der Aufbau der Strukturen beruht auf Sonogashira-Kupplungen und anderen Synthesen. Durch Ersetzen der 1,3-Dioxolangruppe durch eine geeignete Ringstruktur wurden verschiedene andere Arten von NanoPutianern synthetisiert, etwa der NanoAthlete, der NanoPilgrim und der NanoGreenBeret. Durch die Platzierung von Thiole-Gruppen am Ende der Beine können sie auf einer Goldoberfläche „stehen“.

## Synthese von NanoKid
Zur Herstellung des ersten NanoPutians, dem NanoKid, wurde 1,4-Dibrombenzol in Schwefelsäure iodiert. Diesem Produkt wurden mit 3,3-Dimethylbutin durch Sonogashira-Kupplung „Arme“ hinzugefügt. Die Formylierung dieser Struktur erfolgte durch Umsetzung mit n-Butyllithium und anschließend mit N,N-Dimethylformamid unter Bildung des Aldehyds. 1,2-Ethandiol wurde dieser Struktur hinzugefügt, um den Aldehyd mit p-Toluolsulfonsäure als Katalysator zu schützen. Ursprünglich wollten Chanteau und Tour diese Struktur mit Alkinen koppeln, was jedoch zu sehr geringen Ausbeuten der gewünschten Produkte führte. Um dieses Problem zu lösen, wurde das Bromid durch Iodid ersetzt, und zwar durch Lithium-Halogen-Austausch und Reaktion mit 1,2-Diiodethan. Dadurch wurde die endgültige Struktur des NanoKid-Oberteils erreicht.
Die Synthese des unteren Teils von NanoKid beginnt mit Nitroanilin als Ausgangsstoff. Durch Zugabe von Brom in Essigsäure werden zwei Äquivalente Brom an den Benzolring addiert. Die Aminogruppe ist eine Elektronendonatorgruppe und Nitrogruppe eine Elektronenakzeptorgruppe, die beide die Bromierung in die Metaposition relativ zum Nitro-Substituenten lenken. Durch Zugabe von Natriumnitrit, Schwefelsäure und Ethanol wird der Amino-Substituent entfernt. Mittels der Lewis-Säure Zinn(II)-chlorid, das im Lösungsmittelgemisch von tetrahydrofuran und Ethanol als Reduktionsmittel wirkt, wird die verbleibende Nitro-Gruppe in eine Amino-Gruppe überführt.
Diese wird anschließend durch Zugabe von Natriumnitrit, Schwefelsäure und Kaliumiodid durch Iod ersetzt, wodurch 3,5-Dibromiodbenzol entsteht. In diesem Schritt wandelt die Sandmeyer-Reaktion die primäre Aminogruppe in eine Diazonium-Abgangsgruppe um, die anschließend durch Iod ersetzt wird. Das Iod dient als Kupplungspartner für die Anlagerung der Beine, die durch eine Sonogashira-Kupplung mit Trimethylsilylacetylen zu 3,5-Dibrom(trimethylsilylethinyl)benzol erfolgt. Bei der Anlagerung der Beine werden die Brom-Substituenten durch eine weitere Sonogashira-Kupplung mit 1-Pentin ersetzt, um 3,5-(1′-Pentinyl)-1-(trimethylsilylethinyl)benzol zu erhalten. Zur Vervollständigung der Synthese des Unterkörpers wird die Trimethylsilan-Schutzgruppe durch selektive Entschützung durch Zugabe von Kaliumcarbonat, Methanol und Dichlormethan entfernt, um 3,5-(1′-Pentinyl)-1-ethinylbenzol zu erhalten.
Um den oberen Körper des NanoKids mit dem unteren Körper zu verbinden, wurden die beiden Komponenten zu einer Lösung aus Bis(triphenylphosphin)palladium(II)-dichlorid, Kupfer(I)-iodid, Triethylamin und Tetrahydrofuran gegeben. So entstand die endgültige Struktur des NanoKids.

## Derivate von NanoKid
NanoProfessionals haben alternative Molekülstrukturen für die Oberseite des Kopfes und möglicherweise auch einen Hut. Die meisten können aus NanoKid durch eine Acetalaustauschreaktion mit dem gewünschten 1,2- oder 1,3-Diol synthetisiert werden, wobei p-Toluolsulfonsäure als Katalysator verwendet und einige Minuten lang durch Mikrowellenbestrahlung erhitzt wird. Durch diese Synthesen lassen sich der NanoAthlete, der NanoPilgrim, der NanoGreenBeret, der NanoJester, der NanoMonarch, der NanoTexan, der NanoScholar, der NanoBaker und der NanoChef herstellen.
Die meisten Figuren sind in ihrer stabilsten Konformation leicht erkennbar. Einige haben als stabile Konformation eine weniger erkennbare Form, daher werden diese oft in der erkennbareren, aber weniger stabilen Weise gezeichnet. Bei der visuellen Darstellung der Kopfbedeckungen der NanoPutianer wurden viele Freiheiten genommen. Einige Produkte werden als Mischung von Diastereomeren gebildet.

## Synthese des stehenden NanoKids
Für die Synthese des stehenden Nanokids wurde 3-Butin-1-ol mit Methansulfonylchlorid und Triethanolamin umgesetzt, um das entsprechende Mesylat zu erzeugen. Das Mesylat wurde mit Thioessigsäure substituiert, um einen entsprechenden Ester zu erzeugen. Das Thiol wurde mit 3,5-Dibrom(trimethylsilylethinyl)benzol gekuppelt, um ein freies Alkin zu erzeugen. Die Trimethylsilylgruppe des resultierenden Produkts, 3,5-(4'-Thiolacetyl-1'-butinyl)-1-(trimethylsilylethinyl)-benzol, wurde mit Tetra-n-butylammoniumfluorid und einem Gemisch aus Essigsäure und Essigsäureanhydrid in Tetrahydrofuran entfernt. Das freie Alkin wurde dann mit dem oberen Körperprodukt aus der früheren Synthese gekuppelt. Dies führte zu einem NanoKid mit geschützten Thiolfüßen.
Um NanoKid „aufzustellen“, wurden die Acetylschutzgruppen mithilfe von Ammoniumhydroxid in Tetrahydrofuran entfernt, um freie Thiole zu erzeugen. Anschließend wurde ein vergoldetes Substrat vier Tage in die Lösung getaucht. Mittels Ellipsometrie wurde die resultierende Dicke der Verbindung bestimmt und es wurde festgestellt, dass NanoKid aufrecht auf dem Substrat stand.

## Synthese einer NanoPutian-Kette
Die Synthese des oberen Teils der NanoPutian-Kette beginnt mit 1,3-Dibrom-2,4-diiodbenzol als Ausgangsmaterial. Eine Sonogashira-Kupplung mit 4-Oxytrimethylsilylbut-1-in ergibt 2,5-Bis(4-tert-butyldimethylsiloxy-1′-butinyl)-1,4-dibrombenzol. Einer der Bromsubstituenten wird durch eine  SN2-Reaktion mit der starken Base n-Butyllithium und Tetrahydrofuran in dem aprotischen polaren Lösungsmittel Dimethylformamid in einen Aldehyd umgewandelt, wobei 2,5-Bis(4-tert-butyldimethylsiloxy-1′-butinyl)-4-brombenzaldehyd entsteht. Eine weitere Sonogashira-Kupplung mit 3,5-(1′-Pentinyl)-1-ethinylbenzol bindet an den unteren Teil des NanoPutians. Die Umwandlung der Aldehydgruppe in einen Diether-„Kopf“ erfolgt in zwei Schritten. Im ersten Schritt werden Ethylenglykol und Trimethylsilylchlorid in Dichlormethan als Lösungsmittel zugegeben. Durch Zugabe von Tetrabutylammoniumfluorid in Tetrahydrofuran als Lösungsmittel wird die Silylschutzgruppe entfernt.

## Externe Links zu erwähnten Verbindungen
1. ↑  Externe Identifikatoren von bzw. Datenbank-Links zu NanoKid:  CAS-Nr.: 618904-86-2, PubChem: 11353257, ChemSpider: 9528192, Wikidata: Q56440487.